# Массими, Массимо
Ма́ссимо Массими (итал. Massimo Massimi; 10 апреля 1877, Рим, королевство Италия — 6 марта 1954, там же) — итальянский куриальный кардинал и ватиканский сановник. Про-декан Трибунала Священной Римской Роты с 19 февраля 1924 по 1 мая 1926. Декан Трибунала Священной Римской Роты с 1 мая 1926 по 16 декабря 1935. Председатель Папской Комиссии по аутентичному толкованию Кодекса канонического права с 14 марта 1939 по 6 марта 1954. Префект Верховного Трибунала Апостольской Сигнатуры с 29 мая 1946 по 6 марта 1954. Камерленго Священной Коллегии Кардиналов с 14 марта 1949 по 16 марта 1950. Кардинал-дьякон с 16 декабря 1935, с титулярной диаконией Санта-Мария-ин-Портика-Кампителли с 19 декабря 1935 по 18 февраля 1946. Кардинал-священник с титулом церкви pro illa vice Санта-Мария-ин-Портика-Кампителли с 18 февраля 1946.